# آدا جيلمور
آدا جيلمور (بالإنجليزية: Ada Gilmore Chaffee)‏ هي فنانة تشكيلية ورسامة أمريكية، ولدت في 1883 في كالامازو في الولايات المتحدة، وتوفيت في 1955 في Provincetown, Massachusetts ‏ في الولايات المتحدة.